# Mezinárodní rudá pomoc
Mezinárodní rudá pomoc (také známá pod ruskou zkratkou MOPR) byla organizace mezinárodní solidarity založená Komunistickou internacionálou. Vznikla v roce 1922 jako „mezinárodní politický Červený kříž“, poskytující materiální a morální pomoc politickým vězňům „třídního boje“ po celém světě.

## Historie organizace

### Vznik
Mezinárodní rudá pomoc, hovorově zvaná podle ruské zkratky MOPR, byla založena v roce 1922 v odpovědi na pokyn čtvrtého sjezdu Komunistické internacionály „pomoci vzniku organizacím, které by poskytovaly materiální a morální pomoc všem vězňům kapitalismu ve vězení.“
Julian Marchlewski-Karski byl jmenován předsedou Ústředního výboru MOPR, řídícího orgánu nové organizace. Po roce 1924 byl název tohoto řídícího orgánu změněn na Výkonný výbor.
První plenární zasedání Ústředního výboru MOPR se konala v červnu 1923 v Moskvě. Na schůzi bylo rozhodnuto, že by MOPR měla založit oddíly ve všech zemích, zvláště v těch trpících tzv. „Bílým terorem“ vůči revolučnímu hnutí.

### Vývoj
První mezinárodní konference MOPR se konala v červenci 1924 spolu s 5. sjezdem Komunistické internacionály.
Podle Eleny Stasové, vedoucí ruského oddílu MOPR a zástupkyně vedení ústředního výboru MOPR, měla k 1. lednu 1928 organizace celkem 8 900 000 členů ve 44 zemích. 1. ledna 1931 měla podle Stasové organizace 58 národních organizací s 8 305 454 členy. Podle Stasové měla později organizace 56 časopisů v 19 jazycích.
Stasova poukázala na to, že existovaly dva typy organizací, „hromadné organizace“ – jako ty v Sovětském svazu, Německu, Francii nebo Spojených státech – a „organizace výborového typu“, které se omezovaly na právní a materiální pomoc politickým vězňům a jejich rodinám aniž by se pokoušely zakládat velké členské organizace.
Stasova zdůraznila přetrvávající rozdílnost názorů mezi MOPR a Mezinárodní pomocí pracujících, dalším oddělením Kominterny. V roce 1931 poznamenala: „Rozdíl je v tom, že my pomáháme politickým vězňům a Mezinárodní pomoc pracujících pomáhá při hospodářských stávkách a hospodářských bojích“.
První světový sjezd MOPR se konal v listopadu 1932. Na něm bylo oznámeno, že 1. ledna toho roku existovalo celkem 67 národních oddílů mimo Sovětský svaz a 1 278 274 členů..

### Zánik
MOPR byl veden Elenou Stasovou až do roku 1938, po kterém byl mezinárodní charakter organizace potlačen.